# أبريل (زرافة)
أبريل (بالإنجليزية: April)‏ هي زرافة ولدت عام 2002، وهي من النويعة الشبكية. عاشت في حديقة حيوانات أنيمال أدفينتشر بارك في مدينة هاربورسفيل في نيويورك، بالولايات المتحدة الأمريكية.
اكتسبت شهرة عالمية بعد أن بث فيديو مباشر لها في المراحل الأخيرة من الحمل، إلى جانب الولادة اللاحقة، على موقع يوتيوب. وقد حصد فيديو الولادة حوالي مليون ونصف مليون مشاهدة.